# Sloanea esmeraldana
Sloanea esmeraldana är en tvåhjärtbladig växtart som beskrevs av Pal.-duque. Sloanea esmeraldana ingår i släktet Sloanea och familjen Elaeocarpaceae. Inga underarter finns listade i Catalogue of Life.